# Stagione di college football 1905
La Stagione di college football 1905 fu la trentasettesima stagione di college football negli Stati Uniti.
La stagione riporta l'esordio di 38 scuole statunitensi, tra cui anche Western Michigan, che testimonia una progressiva saturazione nelle nuove presenze, ma un ulteriore forte incremento delle gare giocate che tocca quota 521, infittendo ulteriormente il calendario.

## Eventi principali
Durante la stagione, il 6 ottobre, a Wichita venne disputata la prima gara notturna ad ovest del Mississippi, la cui illuminazione fu predisposta dalla Coleman Company. Il Fairmount College ebbe la meglio 24-0 sul Cooper College.
Il 30 novembre al Marshall Field di Chicago, scesero in campo Michigan, proveniente da una striscia di 56 gare senza sconfitte, e l'emergente University of Chicago di Amos Alonzo Stagg che stava completando una stagione senza sconfitte in cui solo Indiana era riuscita a segnare ai Maroons. Le due squadre rimasero sullo 0-0 per oltre 50 minuti, quando l'end di Michigan, Clark raccolse un calcio del punter di Chicago Eckersall, decidendo di correre ed eludendo i primi due difensori. Tuttavia sulla linea della iarda fu placcato da Carlin che lo respinse indietro prima di atterrarlo definitivamente dentro la endzone. Questo tipo di azione provocò una safety ed un vantaggio per Chicago di 2-0, che venne mantenuto fino alla fine della gara, ponendo fine all'epopea della squadra che segna un punto al minuto. Chicago grazie alla vittoria si aggiudicò il titolo della Western conference e fu considerata campione nazionale da National Championship Foundation, Billingsley, Houlgate ed Helms.
Yale fu l'unica altra squadra a terminare imbattuta e senza pareggi, nella sua stagione sconfisse tutti gli avversari senza lasciare segnature ad eccezione del 23-4 con cui sconfisse Princeton il 18 novembre in casa. Anche Yale ottenne il riconoscimento del titolo nazionale da Parke H. Davis e Caspar Whitney, il primo assegnato direttamente e non retroattivamente.

### Esperimento regolamentare
A Natale, di nuovo presso Wichita, si svolse una gara sperimentale tra il Fairmount College e la Washburn University, in cui venne provata la diminuzione da quattro a tre giocate per conquistare un primo down. John H. Outland diresse la gara e commentò l'esperimento: "Mi sembra che la distanza necessaria in tre down eliminerebbe quasi i touchdown, se non con trucchi o errori." Il Los Angeles Times riportò un maggior numero di calci rispetto ad una gara tradizionale ed una generale impressione di maggiore sicurezza per gli atleti, ma la nuova regola non sembra "favorevole a questo sport".

## Conference e vincitori
| Conference                                    | Scuola                       | Conf. V-S-P | Totale V-S-P |
| --------------------------------------------- | ---------------------------- | ----------- | ------------ |
| Colorado Football Association                 | Colorado School of Mines     | 4 - 0 - 1   | 7 - 0        |
| Maine Intercollegiate Athletic Association    | Maine                        | 2 - 0 - 1   | 4 - 3 - 1    |
| Michigan Intercollegiate Athletic Association | Michigan State               | 5 - 0       | 10 - 2       |
| Southern Intercollegiate Athletic Association | Vanderbilt                   | 6 - 0       | 7 - 1        |
| Western Conference                            | University of Chicago        | 7 - 0       | 11 - 0       |
| Ohio Athletic Conference                      | Case Institute of Technology | 4 - 0 - 1   | 9 - 1 - 1    |

## Campioni nazionali
| 1905 | University of Chicago | 10–0 | Amos Alonzo Stagg | BR, HAF, HS, NCF |
| 1905 | Yale                  | 10–0 | Jack Owsley       | CW, PD           |

## College esordienti
- Western Michigan Broncos football